# Selaginella pennata
Selaginella pennata är en mosslummerväxtart som först beskrevs av David Don, och fick sitt nu gällande namn av Antoine Frédéric Spring. Selaginella pennata ingår i släktet mosslumrar, och familjen mosslummerväxter. Inga underarter finns listade i Catalogue of Life.